# Conus tristensis
Conus tristensis é uma espécie de gastrópode do gênero Conus, pertencente à família Conidae.